# Río Nautla
Le Río Nautla est un fleuve mexicain s'écoulant du sud-ouest au nord-est dans l'État de Veracruz, dans la golfe du Mexique. Il prend sa source sur les pentes nord du volcan Cofre de Perote, dans la partie centrale de l'État de Veracruz, non loin de la limite administrative avec l'État de Puebla. S'écoulant d'abord en direction du nord, son cours s'infléchit ensuite progressivement vers l'est pour achever sa course dans le golfe du Mexique. Il a pour principaux affluents les ríos Bobos et Quila. Son bassin versant couvre une superficie de 2934 km2.